# Mai Neng Moua
Mai Neng Moua, née le 5 mai 1974 au Laos, est une écrivaine et anthologiste Hmong lao-américaine établie dans le Minnesota.

## Biographie

### Jeunesse et formation
Mai Neng Moua est la fille d'un soldat Lao qui combattait aux côtés des forces américaines et qui fut tué lors de la guerre du Viêt-Nam. Après la mort de son père, sa mère, ses frères et elle vivent dans un camp de réfugiés en Thaïlande. En 1981, sa mère décide d'émigrer aux États-Unis, emmenant avec elle Mai Neng et ses deux frères. La famille s'installe à Pittsburgh, dans la Pennsylvanie,.
Après ses études secondaires, elle est admise au St. Olaf College (en) de Northfield où elle obtient le Bachelor of Arts (licence) en 1995, et elle a soutenu avec succès son mémoire du Master of Arts (mastère 2) au Humphrey School of Public Affairs (en) de l'Université du Minnesota. Elle a été aussi coordinatrice de l'organisation non-lucrative Institute for New Americans et a donné des cours pour les jeunes Hmongs au Jane Addams School for Democracy (en),.

### Carrière
Elle est la fondatrice du magazine littéraire Paj Ntaub Voice (en) et l'éditrice de la première anthologie des écrivains hmong américains : Bamboo Among the Oaks(Le bambou parmi les chênes).
Elle a commencé sa carrière en publiant des articles sur la littérature des Hmong, ses textes ont été publiés par les magazines Healing by Heart, Rehabilitation Counseling Bulletin, Minneapolis Star Tribune et We Are the Freedom People.

## Œuvres
- Gender and identity, Hmong American Institute for Learning, 1999, 51 p. (OCLC 247439079),
- Silence, Hmong American Institute for Learning, 2001, 80 p. (OCLC 246746209),
- Bamboo Among the Oaks: Contemporary Writing by Hmong Americans, Borealis Book, 1er octobre 2002, 220 p. (ISBN 9780873514378, lire en ligne),
- Culturally Intelligent Leadership: Leading Through Intercultural Interactions, Business Expert Press, 2010, rééd. 3 janvier 2011, 185 p. (ISBN 9781606491515),
- How Do I Begin?: A Hmong American Literary Anthology, Heyday Books, 1 août 2011, rééd. 16 septembre 2011, 201 p. (ISBN 9781597141505),
- The Bride Price, Minnesota Historical Society Press, 1er mars 2017, 240 p. (ISBN 9781681340364),